# Via Monte Napoleone

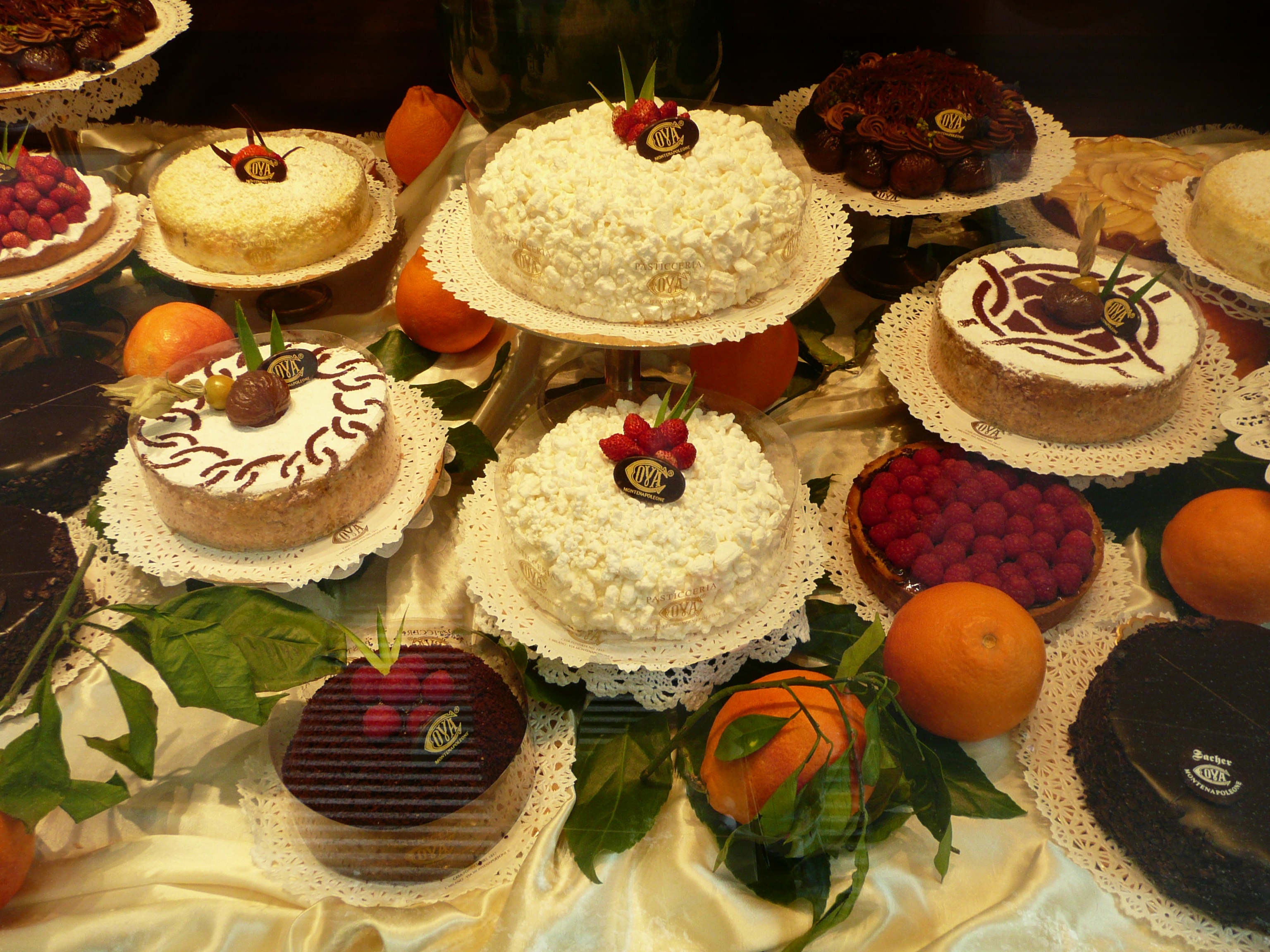
Pasticceria Cova in Monte Napoleone

Die Via Monte Napoleone ist eine 470 m lange Einbahnstraße im Zentrum Mailands. Sie zählt mit ihren zahlreichen Modeboutiquen und Stammhäusern international renommierter Marken nicht nur zu den teuersten Prachtstraßen Italiens, sondern von ganz Europa.
Die Straße zeichnet sich aus durch eine nahezu geschlossene Reihe im 19. Jahrhundert erbauter, in den Formen des Neoklassizismus erbauten ehemaligen Palazzi der Mailänder Aristokratie, darunter der Palazzo Melzi di Cusano, die Casa Carcassola und die Palazzetta Tarverna. In ihrem Verlauf folgt sie der römischen Stadtummauerung, die unter Maximian angelegt worden war. Nach dem Zweiten Weltkrieg siedelten sich in der Straße italienische und internationale Designer, Juweliere, Pelz- und Schuhgeschäfte und Antiquitätenhändler an.
In der inzwischen international renommierten Einkaufsstraße sind Unternehmen wie Armani, Bulgari, Cartier, Dolce & Gabbana, Gucci, Pomellato, Prada, Tiffany’s, Valentino, Versace oder Louis Vuitton vertreten. Sie schließt im Südosten an die architektonisch reizvolle Via Sant’Andrea an, mit der sie, zusammen mit dem Boutiquengässchen Via della Spiga, das Modeviertel Mailands bildet, das dort „Quadrilatero della Moda“ genannt wird.